# Heike Walz
Heike Walz (* 1966 in Stuttgart) ist eine deutsche evangelische Theologin.

## Leben
Von 1985 bis 1986 studierte sie Russisch und Französisch am Institut für Übersetzen und Dolmetschen (IÜD) der Ruprecht-Karls-Universität Heidelberg, von 1988 bis 1990 im Ergänzungsstudium Diakoniewissenschaften am Diakoniewissenschaftlichen Institut (DWI) in Heidelberg; Abschlussarbeit zur Diakonie im Umbruch in der ehem. DDR (1989/90) und von 1986 bis 1994 evangelische Theologie in Heidelberg, Montpellier und Tübingen. Nach dem 1. Theologischen Examen 1994 an der Universität Tübingen (dipl. theol.) war sie von 2001 bis 2005 wissenschaftliche Assistentin für Mission, Ökumene und interkulturelle Gegenwartsfragen bei Christine Lienemann-Perrin an der Theologischen Fakultät der Universität Basel. Nach der Promotion 2005 zum Dr. theol. in Basel war sie von 2005 bis 2009 außerordentliche Professorin für Systematische Theologie an der Ökumenischen Hochschule Instituto Universitario ISEDET in Buenos Aires in Argentinien, i. A. des Evangelischen Missionswerks Basel (mission 21). Im Wintersemester 2012/2013 vertrat sie den Lehrstuhl (DFG-Gastprofessur) für Andreas Feldtkeller, Religions- und Missionswissenschaft (Interkulturelle Theologie), Theologische Fakultät der Humboldt-Universität zu Berlin. Von 2009 bis 2016 war sie Juniorprofessorin für Feministische Theologie und Theologische Geschlechterforschung. Fachbereich Religions-, Missionswissenschaft und Ökumenik (RMÖ) an der Kirchlichen Hochschule Wuppertal/Bethel. Nach der Habilitation 2016 in Religions-, Missionswissenschaft und Ökumenik an der Theologischen Fakultät der Humboldt-Universität zu Berlin bei Andreas Feldtkeller mit der Habilitationsschrift Menschenrechte zwischen Religion und Gesellschaft in Argentinien. Postkoloniale Perspektiven für die Religionswissenschaft und Interkulturelle Theologie ist sie seit 2016 Professorin für Interkulturelle Theologie, Missions- und Religionswissenschaft an der Augustana-Hochschule Neuendettelsau.
Ihre Forschungsschwerpunkte sind Religion und Politik in Lateinamerika: Schwerpunkt Argentinien, postkoloniale Interkulturelle Theologie und Religionswissenschaft, globale Ethik: Menschenrechte, Migration, Tanz in verschiedenen Religionen und Kulturen, Befreiungstheologien und Pentekostalismus in Afrika, Asien und Lateinamerika (Studien zum Weltchristentum) und interreligiöser Dialog, Geschlecht und Sexualitäten.

## Schriften (Auswahl)
- mit Katrin Kusmierz, Christine Lienemann-Perrin und Julia Müller-Clemm (Hg.): Eindrücke, Bilder und Nachgedanken einer Studienreise nach Südafrika. Basel 2002, ISBN 3-9522459-0-9.
- mit Christine Lienemann-Perrin und Doris Strahm (Hg.): „Als hätten sie uns neu erfunden.“ Beobachtungen zu Fremdheit und Geschlecht. Luzern 2003, ISBN 3-905577-61-5.
- „... nicht mehr männlich und weiblich ...?“ Ekklesiologie und Geschlecht in ökumenischem Horizont. Frankfurt am Main 2006, ISBN 3-87476-504-0.
- mit David Plüss (Hg.): Dialoge querbeet. Wien 2008, ISBN 978-3-8258-0953-9.